# Atemoya
Atemoya (tên khoa học: Annona squamosa × Annona cherimola, hay ngắn gọn là Annona × cherimola), là tên gọi của một loại quả lai giữa mãng cầu ta (Annona squamosa) và quả cherimoya (Annona cherimola) - cả hai loại quả đều đến từ vùng nhiệt đới của châu Mỹ.

## Mô tả

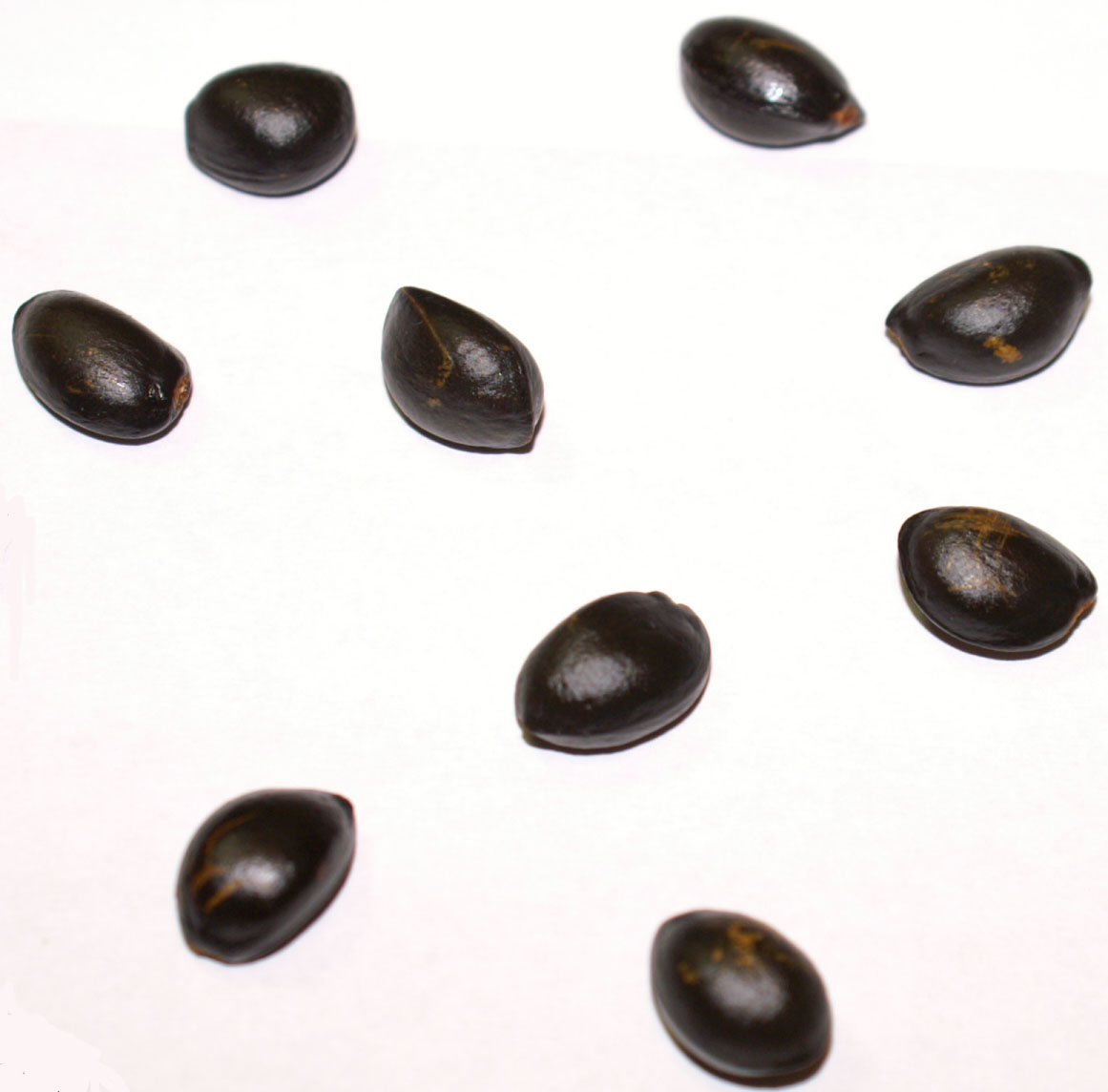
Hạt của atemoya